# بليك ويليامز (كرة سلة)
بليك ويليامز (بالإنجليزية: Blake Williams)‏ هو لاعب كرة سلة أمريكي سابق وحمل الرقم 77. يبلغ طوله 6 قدم 2 بوصة (1.9 م). مثّل منتخب بلاده.

## الميداليات
| الميدالية | المسابقة                         |
| --------- | -------------------------------- |
| فضية      | بطولة كأس العالم لكرة السلة 1950 |

## روابط خارجية
- بليك ويليامز على موقع الاتحاد الدولي لكرة السلة (الإنجليزية)